# لبكاكشة (الغربية)
لبكاكشة هي إحدى مشيخات المملكة المغربية، تتبع جغرافيا لإقليم سيدي بنور وإداريًا لالغربية. يقدر عدد سكانها بـ 7440 نسمة حسب الإحصاء الرسمي للسكان والسكنى لسنة 2004.